# Bill Rodgers
William Henry (Bill) Rodgers (Hartford, 23 december 1947) is een voormalige Amerikaanse langeafstandsatleet, die ooit wereldrecordhouder was op de 25.000 m en veelvoudig Amerikaans recordhouder. Hij is met name bekend om zijn overwinningen in de Boston Marathon en de New York City Marathon in de jaren zeventig van de 20e eeuw. Hij nam eenmaal deel aan de Olympische Spelen, maar bleef bij die gelegenheid ver verwijderd van het erepodium.

## Loopbaan
In 1975 won Rodgers een bronzen medaille op de wereldkampioenschappen veldlopen (lange afstand), die werden gehouden in het Marokkaanse Rabat, achter de Schot Ian Stewart (goud) en de Spanjaard Mariano Haro (zilver). Dat jaar liep hij ook als eerste Amerikaanse loper op de marathon in Boston een tijd binnen de 2:10. In 1978, 1979 en 1980 won hij deze wedstrijd eveneens, waarvan in 1979 met een Amerikaans record op de marathon van 2:09.28. Op 10 januari 1981 won hij de marathon van Houston in 2:12.20.
Op de Olympische Spelen van Montreal (1976) moest Rodgers vanwege een blessure genoegen nemen met een 40e plaats. Voor de Olympische Spelen van Moskou in 1980 was hij de grote favoriet, maar door een boycot van de Verenigde Staten kon hij hieraan niet deelnemen.
Bill Rodgers liep tijdens zijn sportcarrière 28 marathons binnen de 2:15. Alleen de Ethiopiër Abebe Mekonnen liep meer marathons binnen deze tijd.
Rodgers studeerde sociologie en behaalde zijn bachelordiploma aan de Wesleyan University. Zijn schoolgenoot Amby Burfoot won eveneens tijdens deze opleiding de Boston Marathon.

## Titels
- Amerikaans kampioen 10 km - 1978
- Amerikaans kampioen 15 km - 1983
- Amerikaans kampioen 30 km - 1976

## Persoonlijke records
Baan
| Onderdeel    | Prestatie      | Datum            | Plaats   |
| ------------ | -------------- | ---------------- | -------- |
| ½ Eng. mijl  | 2.00           |                  |          |
| 1 Eng. mijl  | 4.18,8         |                  |          |
| 2 Eng. mijl  | 8.53,6         | 1975             |          |
| 3 Eng. mijl  | 13.25,4        | 1976             |          |
| 5000 m       | 13.42,00       | 27 juni 1978     | Oslo     |
| 10.000 m     | 28.04,42       | 22 juni 1976     | Eugene   |
| 15.000 m     | 43.39,8 (NR)   | 1977             |          |
| 10 Eng. mijl | 46.35          |                  |          |
| 20.000 m     | 58.15,0 (NR)   | 21 februari 1979 | Saratoga |
| uurloop      | 20,558 km (NR) | 21 februari 1979 | Saratoga |
| 15 Eng. mijl | 1:11.43,1      | 21 februari 1979 | Saratoga |
| 25.000 m     | 1:14.11,8 (WR) | 21 februari 1979 | Saratoga |
| 30.000 m     | 1:31.48,9 (NR) | 21 februari 1979 | Saratoga |

Weg
| Onderdeel      | Prestatie       | Datum           | Plaats |
| -------------- | --------------- | --------------- | ------ |
| 10 km          | 28.16           | 1983            |        |
| 15 km          | 43.25           |                 |        |
| 20 km          | 58.43           | 1982            |        |
| halve marathon | 1:04.55 (ex-NR) | 5 februari 1978 | Coamo  |
| 25 km          | 1:17.23         |                 |        |
| 30 km          | 1:29.04 *       | 1976            |        |
| marathon       | 2:09.27 (NR)    | 16 april 1979   | Boston |

* Officieus wereldrecord
Indoor
| Onderdeel   | Prestatie | Datum | Plaats |
| ----------- | --------- | ----- | ------ |
| 2 Eng. mijl | 8.48      |       |        |

## Belangrijke overwinningen
- Boston Marathon: 4 maal
- New York City Marathon: 4 maal
- Fukuoka Marathon: 1 maal
- Marathon van Houston: 1 maal
- Falmouth Road Race: 3 maal
- Lynchburg 10 miles: 5 maal
- Cherry Blossom 10-Mile Run: 4 maal
- Beverly Hills 10 km: 4 maal
- Azalea Trail 10 km: 4 maal
- Gurnet Classic Beach Run, Duxbury MA
- Bloomsday 12 km: 1 maal
- Utica Boilermaker: 1 maal
- Gasparilla 15 km: 1 maal (eerste jaar)
- Jacksonville 15 km: 1 maal
- BIX 7: 2 maal (incl. eerste jaar)
- Big Boy 20 km: 3 maal

## Palmares

### marathon
- 1974: 14e Boston Marathon - 2:19.35
- 1974: 5e New York City Marathon - 2:35.59
- 1975:  Boston Marathon - 2:09.56
- 1975:  marathon van Fukuoka - 2:11.26,4
- 1976:  marathon van Eugene - 2:11.58
- 1976:  marathon van Baltimore - 2:14.23
- 1976:  marathon van Sado - 2:08.23 (te kort parcours)
- 1976:  New York City Marathon - 2:10.09 (te kort parcours)
- 1976: 40e OS - 2:25.14,8
- 1977:  marathon van Amsterdam - 2:12.47
- 1977:  marathon van Fukuoka - 2:10.55,3
- 1977:  New York City Marathon - 2:11.28,2 (te kort parcours)
- 1977:  marathon van Kyoto - 2:14.26,2
- 1978:  Boston Marathon - 2:10.14
- 1978: 6e marathon van Fukuoka - 2:12.51,3
- 1978:  New York City Marathon - 2:12.11,6 (te kort parcours)
- 1979:  Boston Marathon - 2:09.28
- 1979:  New York City Marathon - 2:11.42 (te kort parcours)
- 1980:  Boston Marathon - 2:12.11
- 1980:  marathon van Toronto - 2:14.46,8
- 1980: 5e New York City Marathon - 2:13.20,3
- 1981:  Boston Marathon - 2:10.35
- 1981:  marathon van Houston - 2:12.19,6
- 1981:  marathon van Stockholm - 2:13.26
- 1981:  marathon van Rio de Janeiro - 2:14.13
- 1982:  marathon van Melbourne - 2:11.08
- 1982: 4e Boston Marathon - 2:12.39
- 1982: 5e marathon van Houston - 2:14.51
- 1983: 10e Boston Marathon - 2:11.59
- 1984: 8e marathon van Buffalo - 2:13.30
- 1986: 4e Boston Marathon - 2:13.36
- 1987: 15e Boston Marathon - 2:18.18

### veldlopen
- 1975:  WK - 35.28
- 1978: 44e WK in Glasgow ( in het landenklassement)

## Onderscheidingen
- Abebe Bikila Award - 1989

## Boeken
- Rodgers, Bill, Marathoning (met Joe Concannon) (1980) Simon & Schuster, ISBN 0-671-25087-6
- Rodgers, Bill, Masters Running and Racing (met Joe Henderson en Priscilla Welch) (1995) Rodale Books, ISBN 0-87596-330-7
- Rodgers, Bill, Bill Rodgers' Lifetime Running Plan: Definitive Programs for Runners of all Ages and Levels (1996) Collins, ISBN 0-06-273386-9
- Rodgers, Bill & Douglas, Scott, The Complete Idiot's Guide to Running, 2de editie (2003) Alpha, ISBN 0-02-864466-2

- CiNii: DA04147179
- Gemeinsame Normdatei: 173737722
- World Athletics: 14356311
- International Standard Name Identifier: 0000 0000 8426 8637
- Library of Congress Control Number: n79098674
- Bibliotheek van het Japanse parlement: 00454464
- Nationale Bibliotheek van Tsjechië: xx0224389
- Nationale Bibliotheek van Israël: 987007459684905171
- SNAC: w6cj8dd4
- Virtual International Authority File: 13592299
- WorldCat: E39PBJqkck7tPQbxFR6CPBCRKd